# Azot pentafluorid
Azot pentafluorid je teoretsko jedinjenje azota i fluora za koje se hipotetiše da postoji na bazi postojanja pentafluorida atoma ispod azota u periodnoj tabeli, kao što je fosfor pentafluorid. Teoretski modeli molekula azot pentafluorida (NF5) su bilo trigonalno bipiramidalni kovalentno vezani molekul sa grupom simetrije D3h, ili NF+
4F−, što bi bila jonska čvrsta materija. Takođe je poznato srodno jedinjenje NH+
4F−.